# 공동체 지원 농업

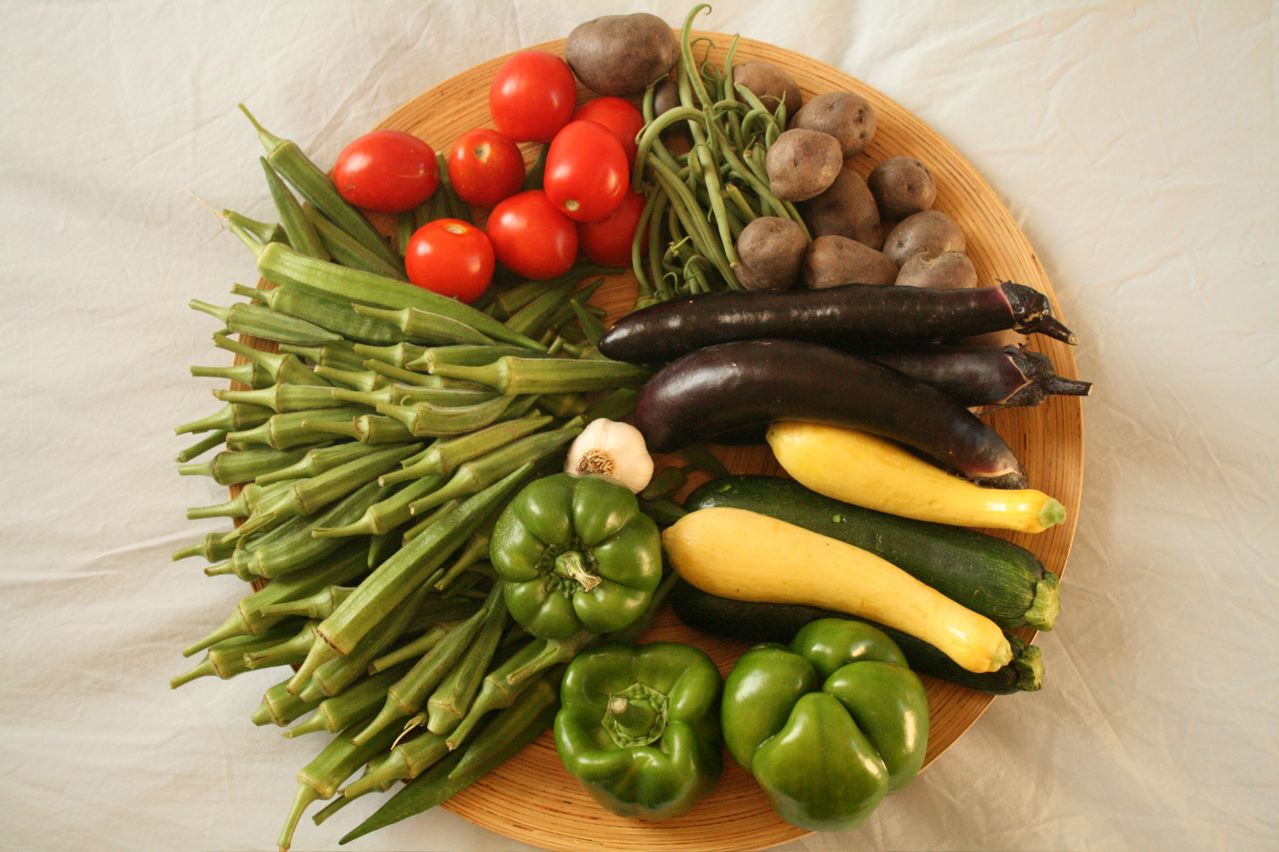
단고추, 오크라, 토마토, 두류, 감자, 마늘, 가지 (식물), 호박을 포함한 한 주의 CSA분 예시

공동체 지원 농업, 지역사회 지원 농업(Community-supported agriculture, CSA 모델) 또는 작물 공유(cropsharing, 크롭셰어링)는 소비자가 특정 농장 또는 농장 그룹의 수확물을 구독할 수 있도록 함으로써 식품 시스템 내에서 생산자와 소비자를 더 가깝게 연결하는 시스템이다. 이는 생산자와 소비자가 농업의 위험을 공유할 수 있도록 하는 농업 및 식량 유통의 대안적인 사회경제적 모델이다. 이 모델은 지역 시장을 통해 공동체 의식을 강화한다는 중요한 목표를 가진 시민 농업의 하위 범주이다.
공동체 지원 농업은 커머닝(commoning)의 실천으로 간주될 수 있다. 이는 상품과 서비스의 생산과 유통에 대한 지역사회 주도 관리의 한 예이다. 커머닝을 통한 식량 공급 조직은 시장 매개 식량 공급의 수평축과 식량에 대한 국가 분배 및 규제의 수직성을 보완한다. 시장 대리인이 단지 경쟁자로서만 상호 작용하는 것이 아니라 "연방을 위한 집단적 행동을 추구하는 데 협력하는 공동체의 구성원"으로서 상호 작용하는 모델로서 일부 국가에서는 공공 정책에서도 인정되고 지원된다. 공공 행정과 협동조합 부문 간의 이러한 협력 프레임워크는 공공-공통-파트너십(PCP)으로 알려져 있으며 식품과 관련하여 확립되었다. 음식을 탈상품화하고 "보상과 해방의 공간으로서 공동체의 상상을 강화하는" 예시적 관행으로서 CSA는 농식품 시스템의 지속가능성 전환에서 중요한 디딤돌로 인정받고 있다.
수확을 구독하는 대가로 구독자는 매주 또는 격주로 농산물이나 기타 농산물 상자를 받는다. 여기에는 제철 과일, 야채가 포함되며 건조 식품, 계란, 우유, 고기 등으로 확대될 수 있다. 일반적으로 농부들은 농장에서 일어나는 일에 대해 매주 편지를 보내 수확을 초대함으로써 구독자와 관계를 구축하려고 노력한다. 또는 오픈팜 행사를 개최한다. 일부 CSA는 구독 비용의 일부 대신 인건비를 제공한다.
CSA라는 용어는 주로 미국, 캐나다 및 영국에서 사용되지만 다양한 유사한 생산 및 경제 하위 시스템이 전 세계적으로 사용되고 있으며 오스트리아와 독일에서는 연대 농업(Solidarische Landwirtschaft)이라는 용어가 사용된다.

## 같이 보기
- 농본사회주의
- 머레이 북친
- 공동정원
- 농산물 시장
- 로컬 푸드
- 지속농업
- 슬로 푸드
- 노동자 협동조합
- 우프